# Церковь Иоанна Предтечи (Ростов-на-Дону)
Церковь Иоанна Предтечи —  утраченный православный храм в Ростове-на-Дону, располагавшийся на Церковной улице (ныне улица Собино), 2.

## История

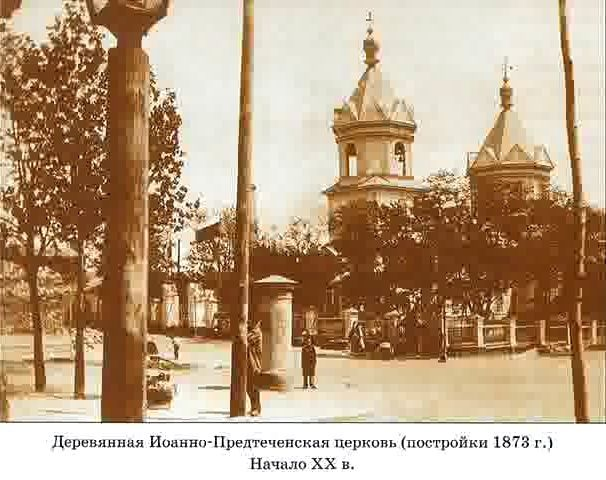
Храм в начале XX века

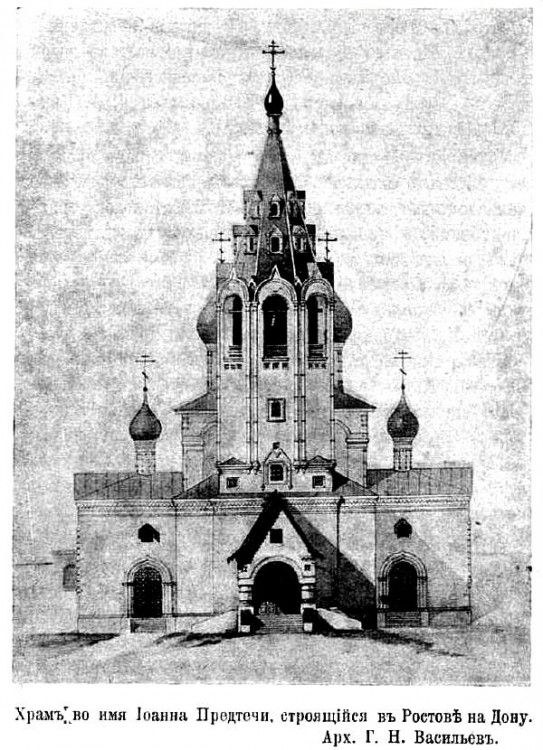
Рис. из журнала «Зодчий», 1914 г.

В своё время жителям города Ростова-на-Дону Иоанно-Предтеченский храм был известен как «старая церковь». Церковь во имя Иоанна Предтечи была заложена 6 июня 1872 года, в районе города, называемом «Бессовестная слободка». Освящена 24 июня 1873 года. Строительство храма велось на средства местного купца Моисея Яковлевича Горбенко.
Трехпрестольная Иоанно-Предтеченская церковь имела два придела, правый — во имя преподобного Моисея Мурина, левый придел оставался неосвященным. Церковь была деревянной на каменном цоколе, который выкладывался из местного плитняка. В 1880 году при храме построили церковно-причтовый кирпичный дом, в 1885 году было построено одноэтажное здание для церковно-приходской школы.
Поблизости от Иоанно-Предтеченской церкви на площади располагался Темерницкий базар. В декабре 1905 года базар стал местом боёв во время революции, там были устроены баррикады.
Иоанно-Предтеченский храм сгорел в ночь на 18 апреля 1913 года. После пожара на этом месте была устроена временная деревянная звонница, а в здании церковно-приходской школы соорудили Иоанно-Предтеченский молитвенный дом с алтарём.
В 1915 году был возведён новый каменный храм в русском стиле по проекту архитектора  Г. Н. Васильева. Богослужения в нём продолжались до 1925 года.
В 1924 году рядом начали строительство «дворца труда им. В. И. Ленина» (Лендворца железнодорожников). В 1927 году он был достроен, в годы Великой Отечественной войны сгорел, в 1960 году восстановлен.